# Pierre Nymar
Pierre Nymar (egentligen Peter Louis Nymar), född den 20 oktober 1887 i Danmark, död den 28 november 1941 i Stockholm, var en dansk-svensk kompositör, kapellmästare och pianist.
Nymar kom från Danmark via Härnösand till Stockholm där han på 1920-talet var Karl Gerhards kapellmästare på Folkan. I denna egenskap "upptäckte" och lejde Nymar den unge Jules Sylvain som extrapianist till revyn Allt i gala. 
Till Nymars kompositioner hör Polkan går, Spritsmugglarvalsen och Hambo på bryggan. Särskilt Polkan går (med Robert Ryberg som medkompositör och med text av Martin Nilsson) har tolkats av ett stort antal mycket olikartade artister från Calle Jularbo och Carl Reinholdz till Grus i dojjan, Leif "Burken" Björklund och Mora träsk. Den förekommer också i filmen Abba – the Movie. Nymar själv förekommer på skiva dels som solopianist (hans Dance of the midnight sun finns återutgiven i serien Svensk jazzhistoria), dels som ackompanjatör till sångaren Adolf Niska, bådadera på Odeon.
När populärmusikkompositörernas branschorganisation SKAP bildades 1926 valdes Nymar till dess vice ordförande.
Sångaren Sven-Olof Sandberg har beskrivit Nymar som "en elegant och stramt uppsträckt herre", vilken utöver kapellmästare även titulerade sig som löjtnant. Han var 1926-1928 gift med operettaktrisen Mary Hjelte.